# Свети Мамант (Грчка)
Свети Мамант (грч. Άγιος Μάμας, Ајос Мамас) је насељено место у општини Нова Пропонтида у периферији Средишња Македонија, Грчка. Према попису из 2021. године било је 807 становника.
Према бугарском географу и историчару, Василу Канчову, у Светом Маманту је 1900. године живело 350 Грка.